# 焦夷之战
焦夷之战發生於前637年（周襄王十五年、鲁僖公二十三年、楚成王三十五年、宋襄公十四年、陈穆公十一年），楚国子玉率军攻打陈国焦、夷二邑（均在安徽省亳州市）的作战。
泓水之战后，宋国无力与楚国抗争。依附宋国的陈国，因此失去靠山。前637年秋，楚成王派子玉领兵北上攻陈国，来惩罚陈国背离楚国。楚军攻占陈国东部的焦、夷二邑，顿国（原在今河南省周口市东南，后迁至今河南省项城市西）受陈国威胁而南迁，楚国协助顿国修筑都城，然后撤走。